# Премия «Джини» за лучший звук
Премия «Джини» за лучший звук присуждалась Канадской академией кино и телевидения лучшим канадским инженерам по звукозаписи. Вручалась весь период существования кинопремии с 1980 по 2012 год. Данная категория, как правило, отмечала заслуги сразу нескольких лиц из звукоцеха съёмочной группы кинокартины, ответственных за запись звука, его сведение и дубляж.
По состоянию на февраль 2013 года, за тридцатилетнюю историю премии, в этой номинации проходили 159 кинокартин и 206 специалистов. Из числа 72 лауреатов премии однозначным лидером является Дон Уайт, которому почётную статуэтку победителя вручали 8 раз, впервые в 1983 году и в 2012 году в последний на сегодняшний день раз. Также выделяются пятикратные обладатели премии — Ханс Петер Штробль, Джо Гримальди и Жослен Карон. Среди 187 номинантов вне конкуренции Жослен Карон — 21 раз претендовавший на этот трофей. Кроме него стоит отметить семейные тандемы Ханса Петера Штробля (14 номинаций) и его сына Бернара Гарьепи-Штробля (12 номинаций), а также Остина (8 номинаций) и Джо Гримальди (12 номинаций).
| Top 10 номинантов | Top 10 номинантов      | Top 10 номинантов | Top 10 номинантов | Top 10 номинантов |
| ----------------- | ---------------------- | ----------------- | ----------------- | ----------------- |
|                   |                        |                   |                   |                   |
|                   | Жослен Карон           |                   | 21                |                   |
|                   | Дэвид Эпплби           |                   | 15                |                   |
|                   | Ханс Петер Штробль     |                   | 14                |                   |
|                   | Люк Будриас            |                   | 14                |                   |
|                   | Дино Пигат             |                   | 13                |                   |
|                   | Дон Уайт               |                   | 13                |                   |
|                   | Бернар Гарьепи-Штробль |                   | 12                |                   |
|                   | Джо Гримальди          |                   | 12                |                   |
|                   | Мишель Декомб          |                   | 12                |                   |
|                   | Остин Гримальди        |                   | 8                 |                   |

| Top 10 лауреатов | Top 10 лауреатов   | Top 10 лауреатов | Top 10 лауреатов | Top 10 лауреатов |
| ---------------- | ------------------ | ---------------- | ---------------- | ---------------- |
|                  |                    |                  |                  |                  |
|                  | Дон Уайт           |                  | 8                |                  |
|                  | Ханс Петер Штробль |                  | 5                |                  |
|                  | Джо Гримальди      |                  | 5                |                  |
|                  | Жослен Карон       |                  | 5                |                  |
|                  | Кейт Эллиот        |                  | 4                |                  |
|                  | Остин Гримальди    |                  | 4                |                  |
|                  | Адриан Кролл       |                  | 3                |                  |
|                  | Брюс Карвардайн    |                  | 3                |                  |
|                  | Глен Готье         |                  | 3                |                  |
|                  | Даниель Пелерен    |                  | 3                |                  |

## Победители и номинанты

### 1980-е
| Победители — выделены отдельным цветом. |

| Церемония | Фотографии лауреатов               | Фильм                                                        | Победители и номинанты                                                          |
| --------- | ---------------------------------- | ------------------------------------------------------------ | ------------------------------------------------------------------------------- |
| 1980      |                                    | • «Подкидыш»                                                 | Карл Шерер, Остин Гримальди, Дино Пигат, Джо Гримальди                          |
| 1980      | • «Бегущий»                        | Оуэн Ланжевен, Джо Гримальди, Дэвид Эпплби                   |                                                                                 |
| 1980      | • «Выводок»                        | Брайан Дэй, Джо Гримальди                                    |                                                                                 |
| 1980      | • «Убийство по приказу»            | Джо Гримальди, Дэвид Эпплби                                  |                                                                                 |
| 1980      | • «Фрикадельки»                    | Гэри Буржуа, Ричард Лайтстоун                                |                                                                                 |
| 1981      |                                    | • «Хорошие разборки»                                         | Анри Блондо, Мишель Декомб                                                      |
| 1981      | • «Поезд террора»                  | Бо Харвуд, Дэвид Эпплби, Дино Пигат, Остин Гримальди         |                                                                                 |
| 1981      | • «Похищение президента»           | Майк Хугенбум, Дуглас Гэнтон, Нолан Робертс                  |                                                                                 |
| 1981      | • «Счастливая звезда»              | Мишель Декомб, Патрик Руссо                                  |                                                                                 |
| 1981      | • «Чествование»                    | Остин Гримальди, Дино Пигат, Джо Гримальди, Дэвид Ли         |                                                                                 |
| 1981      | • «The Hounds of Notre Dame»       | Пол Кумб, Ларри Саттон, Майк Хугенбум                        |                                                                                 |
| 1982      | Дэниэл Голдберг                    | • «Тяжёлый металл»                                           | Гордон Томпсон, Остин Гримальди, Джо Гримальди, Дэниэл Голдберг                 |
| 1982      | Дэниэл Голдберг                    | • «Билет на небеса»                                          | Марк Чиассон, Брюс Карвардайн, Глен Готье                                       |
| 1982      | Дэниэл Голдберг                    | • «Дилетант»                                                 | Деннис Драммонд, Майкл О’Фаррелл, Уэйн Гриффин                                  |
| 1982      | Дэниэл Голдберг                    | • «Сканнеры»                                                 | Питер Бёрджесс                                                                  |
| 1982      | Дэниэл Голдберг                    | • «Heartaches»                                               | Клод Ланглуа, Робин Ли, Поль Дион, Марсель Потье                                |
| 1983      |                                    | • «Борьба за огонь»                                          | Джо Гримальди, Остин Гримальди, Клод Азанавичус, Кеннет Хили-Рэй, Дон Уайт      |
| 1983      | • «Налётчик»                       | Роб Янг, Джо Гримальди, Остин Гримальди                      |                                                                                 |
| 1983      | • «Порог»                          | Пол Кумб, Джек Хирен, Эл Ормерод, Брайан Дэй                 |                                                                                 |
| 1983      | • «Harry Tracy»                    | Род Хейкин, Дэвид Эпплби, Дон Уайт                           |                                                                                 |
| 1983      | • «Une journée en taxi»            | Серж Бюшемин, Дэвид Эпплби, Терри Бёрк, Дино Пигат           |                                                                                 |
| 1984      |                                    | • «История Терри Фокса»                                      | Джим Хопкинс, Джо Гримальди, Остин Гримальди, Глен Готье, Брюс Карвардайн       |
| 1984      | • «Рождественская история»         | Кеннет Хили-Рэй, Дэвид Эпплби, Дино Пигат                    |                                                                                 |
| 1984      | • «Мария Шапделен»                 | Дино Пигат, Остин Гримальди, Джо Гримальди, Патрик Руссо     |                                                                                 |
| 1984      | • «The Wars»                       | Ханс Петер Штробль                                           |                                                                                 |
| 1984      | • «Ups & Downs»                    | Дэвид Эпплби, Дино Пигат, Ларс Экстрём                       |                                                                                 |
| 1985      |                                    | • «Mario»                                                    | Ханс Петер Штробль, Ришар Бессе, Брюс Низник                                    |
| 1985      | • «Кто первый?»                    | Ричард Лайтстоун, Остин Гримальди, Дино Пигат, Джо Гримальди |                                                                                 |
| 1985      | • «Парень из бухты»                | Патрик Руссо, Дэвид Эпплби, Дон Уайт                         |                                                                                 |
| 1985      | • «Собака, остановившая войну»     | Серж Бюшемин, Дон Уайт, Остин Гримальди                      |                                                                                 |
| 1985      | • «Isaac Littlefeathers»           | Кристофер Тейт, Гаррелл Кларк, Дон Уайт, Дэвид Эпплби        |                                                                                 |
| 1986      |                                    | • «Волшебное Рождество»                                      | Брюс Карвардайн, Глен Готье, Джо Гримальди, Дэвид Эпплби, Брюс Низник, Дон Уайт |
| 1986      | • «Джошуа тогда и теперь»          | Дональд Коэн, Остин Гримальди, Дино Пигат, Джо Гримальди     |                                                                                 |
| 1986      | • «Мой американский кузен»         | Пол Шарп, Гаррелл Кларк                                      |                                                                                 |
| 1987      |                                    | • «Закат американской империи»                               | Адриан Кролл, Ришар Бессе, Жан-Пьер Жутель                                      |
| 1987      | • «Розовая Чекита»                 | Майкл О’Фаррелл, Гордон Томпсон, Дэвид Эпплби, Дон Уайт      |                                                                                 |
| 1987      | • «Abducted»                       | Питер Клементс, Дэвид Эпплби, Дон Уайт                       |                                                                                 |
| 1987      | • «Sitting in Limbo»               | Шелли Крейг, Ричард Никол, Ханс Омес, Жан-Пьер Жутель        |                                                                                 |
| 1988      |                                    | • «Ночной зверинец»                                          | Адриан Кролл, Ханс Петер Штробль, Ивон Бенуа                                    |
| 1988      | • «Чересчур возмутительно!»        | Дэвид Эпплби, Даниель Латур                                  |                                                                                 |
| 1988      | • «Школьный бал 2: Привет Мэри Лу» | Марвин Бернс, Ларс Экстрём, Тони ван ден Аккер               |                                                                                 |
| 1988      | • «Юный волшебник»                 | Андре Ганьон, Мишель Шаррон, Жослен Карон, Мишель Декомб     |                                                                                 |
| 1988      | • «Я слышала пение русалок»        | Мишель Мозес, Эджидио Коччимильо, Гордон Томпсон             |                                                                                 |
| 1989      |                                    | • «Связанные насмерть»                                       | Брайан Дэй, Энди Нельсон, Дон Уайт                                              |
| 1989      | • «Вне закона»                     | Габор Ваднаи, Джо Гримальди, Майкл Лиотта, Дон Уайт          |                                                                                 |
| 1989      | • «Железный орёл 2»                | Эли Яркони, Дино Пигат, Джо Гримальди, Майкл Лиотта          |                                                                                 |
| 1989      | • «Поцелуй»                        | Остин Гримальди, Дональд Коэн, Кейт Эллиот, Дино Пигат       |                                                                                 |
| 1989      | • «A Winter Tan»                   | Майкл Лиотта, Дон Уайт, Арлин Вайсман                        |                                                                                 |

### 1990-е
| Победители — выделены отдельным цветом. |

| Церемония | Фотографии лауреатов             | Фильм                                                                                  | Победители и номинанты                                                      |
| --------- | -------------------------------- | -------------------------------------------------------------------------------------- | --------------------------------------------------------------------------- |
| 1990      |                                  | • «Иисус из Монреаля»                                                                  | Патрик Руссо, Адриан Кролл, Ханс Петер Штробль, Жослен Карон                |
| 1990      | • «Тысячелетие»                  | Марвин Бернс, Пол Кумб, Дуглас Гэнтон, Дон Уайт                                        |                                                                             |
| 1990      | • «Bye Bye Blues»                | Пол Мэсси, Питер Келли, Гаррелл Кларк                                                  |                                                                             |
| 1990      | • «Termini Station»              | Сал Гримальди, Дино Пигат, Джо Гримальди, Питер Шевчук                                 |                                                                             |
| 1991      |                                  | • «Angel Square»                                                                       | Гаррелл Кларк, Пол Шарп                                                     |
| 1991      | • «Прекраснодушные мечтатели»    | Адриан Кролл, Джон Мегилл, Джек Бьюкенен, Жан-Пьер Жутель                              |                                                                             |
| 1991      | • «Love-moi»                     | Ивон Бенуа, Мишель Декомб, Жослен Карон                                                |                                                                             |
| 1991      | • «Moody Beach»                  | Мишель Декомб, Люк Будриас, Ришар Бессе, Жослен Карон                                  |                                                                             |
| 1991      | • «Showdown at Williams Creek»   | Пол Шарп, Ларри Саттон, Билл Шеппард                                                   |                                                                             |
| 1992      |                                  | • «Обед нагишом»                                                                       | Дэвид Эпплби, Питер Максвелл, Дон Уайт, Брайан Дэй                          |
| 1992      | • «В одном доме вместе с Клодом» | Мишель Шаррон, Жослен Карон, Мишель Декомб, Люк Будриас                                |                                                                             |
| 1992      | • «Леоло»                        | Жак Жюллиан, Ханс Петер Штробль, Жослен Карон, Ивон Бенуа                              |                                                                             |
| 1992      | • «North of Pittsburgh»          | Билл Шеппард, Пол Шарп, Патрик Рамсей, Дин Джаммарко                                   |                                                                             |
| 1992      | • «South of Wawa»                | Лу Соляковский, Дэвид Эпплби, Дон Уайт, Джон Мартин                                    |                                                                             |
| 1993      |                                  | • «Пол звёзд»                                                                          | Ханс Петер Штробль, Ришар Бессе, Жослен Карон                               |
| 1993      | • «Флорида»                      | Дуглас Гэнтон, Дэвид Эпплби, Лу Соляковский, Дино Пигат                                |                                                                             |
| 1993      | • «Я люблю мужчину в униформе»   | Джессика Кассавант, Джо Гримальди, Брайан Дэй, Ао Лоо                                  |                                                                             |
| 1993      | • «Harmony Cats»                 | Дэрил Пауэлл, Билл Шеппард, Пол Шарп, Дин Джаммарко                                    |                                                                             |
| 1993      | • «The Lotus Eaters»             | Билл Шеппард, Пол Шарп, Дин Джаммарко, Майкл МакГи                                     |                                                                             |
| 1994      |                                  | • «Музыка китов»                                                                       | Пол Шарп, Билл Шеппард, Дин Джаммарко, Дэрил Пауэлл                         |
| 1994      | • «Матусалем»                    | Луи Хон, Доминик Шартран, Жак Друэн, Ханс Петер Штробль                                |                                                                             |
| 1994      | • «Порывы желания»               | Жослен Карон, Флориан Эйденбенц, Франсуа Мюзи, Ханс Кюнци                              |                                                                             |
| 1994      | • «Экзотика»                     | Питер Келли, Росс Редферн, Даниель Пелерен, Кейт Эллиот                                |                                                                             |
| 1994      | • «La Vie D’Un Heros»            | Режан Жюто, Мишель Декомб, Ришар Бессе, Люк Будриас                                    |                                                                             |
| 1994      | • «Road to Saddle River»         | Билл Шеппард, Дин Джаммарко, Гаррелл Кларк, Пол Шарп                                   |                                                                             |
| 1996 (1)  |                                  | • «Волшебное озеро»                                                                    | Пол Шарп, Дин Джаммарко, Майкл МакГи, Келли Коул                            |
| 1996 (1)  | • «Джонни-мнемоник»              | Дон Уайт, Скотт Пёрди, Дуглас Гэнтон, Лесли Шатц                                       |                                                                             |
| 1996 (1)  | • «Исповедальня»                 | Жан-Клод Лоро, Ханс Петер Штробль, Жослен Карон                                        |                                                                             |
| 1996 (1)  | • «Танцуй со мной на улице»      | Росс Редферн, Даниель Пелерен, Кейт Эллиот, Питер Келли                                |                                                                             |
| 1996 (1)  | • «Чёрный список»                | Даниель Массе, Мишель Декомб, Гэвин Фернандес, Люк Будриас                             |                                                                             |
| 1996 (2)  |                                  | • «Лилии»                                                                              | Скотт Пёрди, Скотт Шеперд, Дон Коэн, Кейт Эллиот, Дон Уайт                  |
| 1996 (2)  | • «Автокатастрофа»               | Тони ван ден Аккер, Кристиан Т. Кук, Дэвид Ли, Дино Пигат, Лу Соляковский, Орест Сушко |                                                                             |
| 1996 (2)  | • «Детектор лжи»                 | Клод Азанавичус, Жослен Карон, Ханс Петер Штробль, Джон Несторович                     |                                                                             |
| 1996 (2)  | • «Таблетка радости»             | Тим О’Коннелл, Брюс Карвардайн, Кейт Эллиот, Дон Уайт, Дэвид Эпплби                    |                                                                             |
| 1996 (2)  | • «Эмблема тяжёлого рока»        | Билл Шеппард, Пол Шарп, Йохен Шлисслер, Келли Коул, Дин Джаммарко                      |                                                                             |
| 1997      |                                  | • «Славное будущее»                                                                    | Даниель Пелерен, Тони ван ден Аккер, Питер Келли, Росс Редферн, Кейт Эллиот |
| 1997      | • «Висячий сад»                  | Филипп Эспантозо, Жорж Ханнан, Питер Харпер                                            |                                                                             |
| 1997      | • «Кармина»                      | Люк Будриас, Жослен Карон, Дональд Коэн, Бруно Руффоло                                 |                                                                             |
| 1997      | • «La Comtesse de Bâton Rouge»   | Ханс Петер Штробль, Жослен Карон, Доминик Шартран                                      |                                                                             |
| 1997      | • «Le Siège de l'âme»            | Даниель Биссон, Марсель Шуинар, Ханс Петер Штробль, Жослен Карон                       |                                                                             |
| 1998      |                                  | • «Красная скрипка»                                                                    | Клод Ла Хайе, Ханс Петер Штробль, Жослен Карон, Бернар Гарьепи-Штробль      |
| 1998      | • «Возрождение»                  | Скотт Пёрди, Луис Крамер, Тодд Беккет, Тим О’Коннелл                                   |                                                                             |
| 1998      | • «Куб»                          | Дарси Кайт, Стив МакНейми, Питер Келли, Тодд Уоррен                                    |                                                                             |
| 1998      | • «Последняя ночь»               | Дин Джаммарко, Джон Томсон, Мигель Нунеш, Пол Шарп                                     |                                                                             |
| 1998      | • «Such a Long Journey»          | Стефан Карьер, Орест Сушко, Генри Эмбри, Лу Соляковский                                |                                                                             |
| 1999      |                                  | • «Вкус солнечного света»                                                              | Питер Келли, Даниель Пелерен, Глен Готье, Кейт Эллиот                       |
| 1999      | • «Путешествие Фелиции»          | Брайан Симмонс, Питер Келли, Даниель Пелерен, Кейт Эллиот                              |                                                                             |
| 1999      | • «Пять чувств»                  | Мартин Ли, Филип Норман Шталль, Лу Соляковский                                         |                                                                             |
| 1999      | • «Le Dernier Souffle»           | Мишель Декомб, Гэвин Фернандес, Мишель Шаррон, Жослен Карон                            |                                                                             |
| 1999      | • «Souvenirs intimes»            | Бернар Гарьепи-Штробль, Ханс Петер Штробль, Серж Бюшемин                               |                                                                             |

### 2000-е
| Победители — выделены отдельным цветом. |

| Церемония | Фотографии лауреатов             | Фильм                                                                                                  | Победители и номинанты                                                   |
| --------- | -------------------------------- | --- | ------------------------------------------------------------------------ |
| 2000      |                                  | • «Крах любви»                                                                                         | Даниель Пелерен, Брэд Торнтон, Пол Эдлаф, Брэд Зоерн, Питер Келли        |
| 2000      | • «Водоворот»                    | Люк Будриас, Жиль Корбейль, Луи Жиньяк                                                                 |                                                                          |
| 2000      | • «Искусство войны»              | Жослен Карон, Ханс Петер Штробль, Дональд Коэн, Бернар Гарьепи-Штробль                                 |                                                                          |
| 2000      | • «Here's to Life!»              | Рут Хаддлстон, Билл Шеппард, Марк Бергер                                                               |                                                                          |
| 2000      | • «Violet»                       | Брэд Зоерн, Брэд Торнтон, Том Ронан, Даниель Пелерен                                                   |                                                                          |
| 2001      |                                  | • «Treed Murray»                                                                                       | Бисса Скекис, Тодд Уоррен, Тодд Беккет, Кристиан Карратерс, Хервиг Гайер |
| 2001      | • «Быстрый бегун»                | Серж Буавен, Ришар Лавуа, Жан-Поль Вьялар                                                              |                                                                          |
| 2001      | • «Тайная крепость»              | Пьер Блейн, Режан Жюто, Мишель Декомб                                                                  |                                                                          |
| 2001      | • «K2: Karmina 2»                | Бенуа Ледюк, Люк Будриас, Ивон Бенуа, Жослен Карон                                                     |                                                                          |
| 2001      | • «Une jeune fille à la fenêtre» | Люк Будриас, Даниель Биссон, Бернар Гарьепи-Штробль, Доминик Шартран, Ханс Петер Штробль, Жослен Карон |                                                                          |
| 2002      |                                  | • «Только между нами»                                                                                  | Том Хиддерли, Тодд Беккет, Марк Жифковитс, Кейт Эллиот                   |
| 2002      | • «Взаперти»                     | Филипп Пеллетье, Бобби О’Мэлли, Гэвин Фернандес                                                        |                                                                          |
| 2002      | • «Макс»                         | Лу Соляковский, Рон Меллегер, Стефан Карьер                                                            |                                                                          |
| 2002      | • «Парни 3»                      | Серж Бюшемин, Ханс Петер Штробль, Бернар Гарьепи-Штробль, Бруно Руффоло                                |                                                                          |
| 2002      | • «Паук»                         | Дон Уайт, Орест Сушко, Кристиан Т. Кук, Глен Готье                                                     |                                                                          |
| 2002      | • «Расчленёнка»                  | Бернар Гарьепи-Штробль, Ханс Петер Штробль, Серж Бюшемин                                               |                                                                          |
| 2003      |                                  | • «Приговор»                                                                                           | Тодд Беккет, Дон Уайт, Брюс Карвардайн, Майкл О’Фаррелл                  |
| 2003      | • «Идущий по снегу»              | Дин Джаммарко, Марк Бергер, Билл Шеппард, Крис Дьюстердик                                              |                                                                          |
| 2003      | • «Моя прекрасная глушь»         | Режан Жюто, Мишель Декомб, Клод Азанавичус                                                             |                                                                          |
| 2003      | • «Нашествие варваров»           | Гэвин Фернандес, Мишель Декомб, Патрик Руссо                                                           |                                                                          |
| 2003      | • «Падающие ангелы»              | Уоррен Сент-Ондж, Лу Соляковский, Стефан Карьер                                                        |                                                                          |
| 2004      |                                  | • «Последний туннель»                                                                                  | Доминик Шартран, Пьер Паке, Гэвин Фернандес                              |
| 2004      | • «В поисках Александра»         | Люк Будриас, Кристиан Бушар, Жослен Карон, Бенуа Ледюк, Кловис Гуилье                                  |                                                                          |
| 2004      | • «Голова в облаках»             | Мишель Декомб, Пьер Блейн, Гэвин Фернандес, Жослен Карон                                               |                                                                          |
| 2004      | • «Обитель зла: Апокалипсис»     | Тодд Беккет, Дин Хемфрис, Дэвид Ли                                                                     |                                                                          |
| 2004      | • «Эмиль»                        | Брэд Хиллман, Джефф Картер, Мигель Нунеш, Николь Томпсон                                               |                                                                          |
| 2005      |                                  | • «C.R.A.Z.Y»                                                                                          | Люк Будриас, Бернар Гарьепи-Штробль, Ивон Бенуа, Даниель Биссон          |
| 2005      | • «Всё из-за Пита Тонга»         | Майкл Томас, Майкл МакКанн, Грег Стюарт                                                                |                                                                          |
| 2005      | • «Где скрывается правда»        | Ян Руди, Крис Манро, Джон Хазен, Даниель Пелерен                                                       |                                                                          |
| 2005      | • «Семь раз повезло»             | Леон Джонсон, Ховард Риссин, Брюс Литтл                                                                |                                                                          |
| 2005      | • «Спи со мной»                  | Бисса Скекис, Джон Хазен, Даниель Пелерен, Ян Руди                                                     |                                                                          |
| 2006      |                                  | • «Хороший полицейский, плохой полицейский»                                                            | Натали Морин, Доминик Шартран, Пьер Паке, Гэвин Фернандес                |
| 2006      | • «Воскресенье в Кигали»         | Ханс Петер Штробль, Жослен Карон, Клод Ла Хайе, Бенуа Ледюк, Бернар Гарьепи-Штробль                    |                                                                          |
| 2006      | • «Ева и Огненный Конь»          | Даниель Пелерен, Гаштасеб Ариана, Джефф Картер                                                         |                                                                          |
| 2006      | • «Морис Ришар»                  | Люк Будриас, Клод Богран, Клод Азанавичус, Бернар Гарьепи-Штробль                                      |                                                                          |
| 2006      | • «Страна приливов»              | Дуглас Купер, Роберт Фарр, Дэвид Ли                                                                    |                                                                          |
| 2007      |                                  | • «Порок на экспорт»                                                                                   | Стюарт Уилсон, Орест Сушко, Кристиан Т. Кук, Марк Жифковитс              |
| 2007      | • «Кусочки Трэйси»               | Джон Хазен, Брэд Доу, Мэтт Чан                                                                         |                                                                          |
| 2007      | • «Рукопожатие с дьяволом»       | Бенуа Ледюк, Эрик Фитц, Жослен Карон, Гэвин Фернандес                                                  |                                                                          |
| 2007      | • «Шёлк»                         | Даниель Биссон, Клод Ла Хайе, Бернар Гарьепи-Штробль, Оливье Кальвер, Ханс Петер Штробль               |                                                                          |
| 2007      | • «Citizen Duane»                | Стефан Карьер, Мартин Ли, Джон Томсон                                                                  |                                                                          |
| 2008      |                                  | • «Пашендейль»                                                                                         | Лу Соляковский, Гаррелл Кларк, Стив Фостер, Дон Уайт                     |
| 2008      | • «Амал»                         | Стефан Карьер, Кирк Линдс, Санджай Мехта                                                               |                                                                          |
| 2008      | • «Le Banquet»                   | Жослен Карон, Люк Будриас, Марио Оклер, Франсуа Сенневиль                                              |                                                                          |
| 2008      | • «Le Piège américain»           | Клод Ла Хайе, Патрик Лалонд, Люк Будриас, Даниель Биссон                                               |                                                                          |
| 2008      | • «This Beautiful City»          | Даниель Прадо Виллар, Давид Оттье, Стив Фостер, Пол Шуба                                               |                                                                          |
| 2009      |                                  | • «Политех»                                                                                            | Пьер Блейн, Жослен Карон, Бенуа Ледюк, Стефани Бержерон                  |
| 2009      | • «Властелин измерений»          | Даниель Биссон, Жан-Шарль Дежарден, Марио Оклер, Люк Будриас                                           |                                                                          |
| 2009      | • «До завтра»                    | Ришар Лавуа, Арно Деримай, Бернар Гарьепи-Штробль, Жан-Шарль Дежарден                                  |                                                                          |
| 2009      | • «Дом на улице Вязов»           | Симон Гуле, Бернар Гарьепи-Штробль, Патрик Лалонд, Даниель Биссон                                      |                                                                          |
| 2009      | • «Любовь и дикость»             | Даниель Биссон, Бернар Гарьепи-Штробль, Жан-Шарль Дежарден, Клод Азанавичус                            |                                                                          |

### 2010-е
| Победители — выделены отдельным цветом. |

| 2010                                     |                                                                      |
| • «Пожары»                               | Жан-Пьер Лафорс, Жослен Карон, Жан Уманский, Бенуа Ледюк             |
| • «7 дней»                               | Даниель Биссон, Мишель Лекуфле, Жан-Шарль Дежарден, Люк Будриас      |
| • «Всё или ничего»                       | Стефан Карьер, Леон Джонсон, Кирк Линдс                              |
| • «ЗащитнеГ»                             | Кристиан Т. Кук, Стив Мур, Грег Чепмен                               |
| • «Обитель зла в 3D: Жизнь после смерти» | Эндрю Стирк, Марк Жифковитс, Эндрю Тэй, Джон Томсон                  |
| 2011                                     |                                                                      |
| • «Опасный метод»                        | Кристиан Т. Кук, Джек Хирен, Рейнхард Штергар, Дон Уайт, Орест Сушко |
| • «Болота»                               | Ян Клири, Лиз Ведлок, Стефани Бержерон                               |
| • «Господин Лазар»                       | Пьер Бертран, Шон Николас Галлахер, Бернар Гарьепи-Штробль           |
| • «Кафе де Флор»                         | Луи Жиньяк, Жан Минондо, Жослен Карон, Гэвин Фернандес               |
| • «Клуб безбашенных»                     | Кирк Линдс, Лу Соляковский, Стефан Карьер                            |

## Комментарии
1. ↑  В 2012 году было принято решение об объединении телевизионной премии «Джемини» и кинопремии «Джини». С 2013 года награждение проводится в рамках Canadian Screen Awards.
2. ↑  Церемония 1995 года, запланированная на осень, в дальнейшем была перенесена более поздний срок. Как результат, в 1996 году было проведено сразу две церемонии, на первой из которых, 19 января 1996 года, чествовались фильмы, выпущенные в прокат в 1995 году. Фильмам 1996 года была посвящена следующая церемония, прошедшая в конце ноября 1996 года.